# SN 1921C
SN 1921C – supernowa typu I odkryta 5 grudnia 1921 roku w galaktyce NGC 3184. W momencie odkrycia miała maksymalną jasność 10,90m.